# بخش اودوالا
بخش اودوالا (به سوئدی: Uddevalla kommun) یک ناحیه شهرداری در سوئد است که در شهرستان وسترا گوتلاند واقع شده‌است.